# Oue Sogn
Oue Sogn er et sogn i Hadsund Provsti (Aalborg Stift).
I 1800-tallet var Valsgaard Sogn anneks til Oue Sogn. Begge sogne hørte til Hindsted Herred i Ålborg Amt. Oue-Valsgård sognekommune blev ved kommunalreformen i 1970 indlemmet i Arden Kommune, der ved strukturreformen i 2007 indgik i Mariagerfjord Kommune.
I Oue Sogn ligger Oue Kirke.
I sognet findes følgende autoriserede stednavne:
- Barsbøl (bebyggelse, ejerlav)
- Bavnehøj (areal)
- Grøndal (bebyggelse)
- Grønhøj (areal)
- Houtved (bebyggelse, ejerlav)
- Høllet (bebyggelse)
- Kielstrup (bebyggelse, ejerlav)
- Kielstrup Sø (vandareal)
- Lundshøj (areal)
- Lånhus (bebyggelse)
- Nagentoft (bebyggelse)
- Oue (bebyggelse, ejerlav)
- Ouegård (ejerlav, landbrugsejendom)
- Overkarls (bebyggelse, ejerlav)
- Stinesminde (bebyggelse)
- Stubberup (bebyggelse, ejerlav)
- Stubberup Bæk (vandareal)
- Ugledalen (bebyggelse)